# Casa della Fortuna

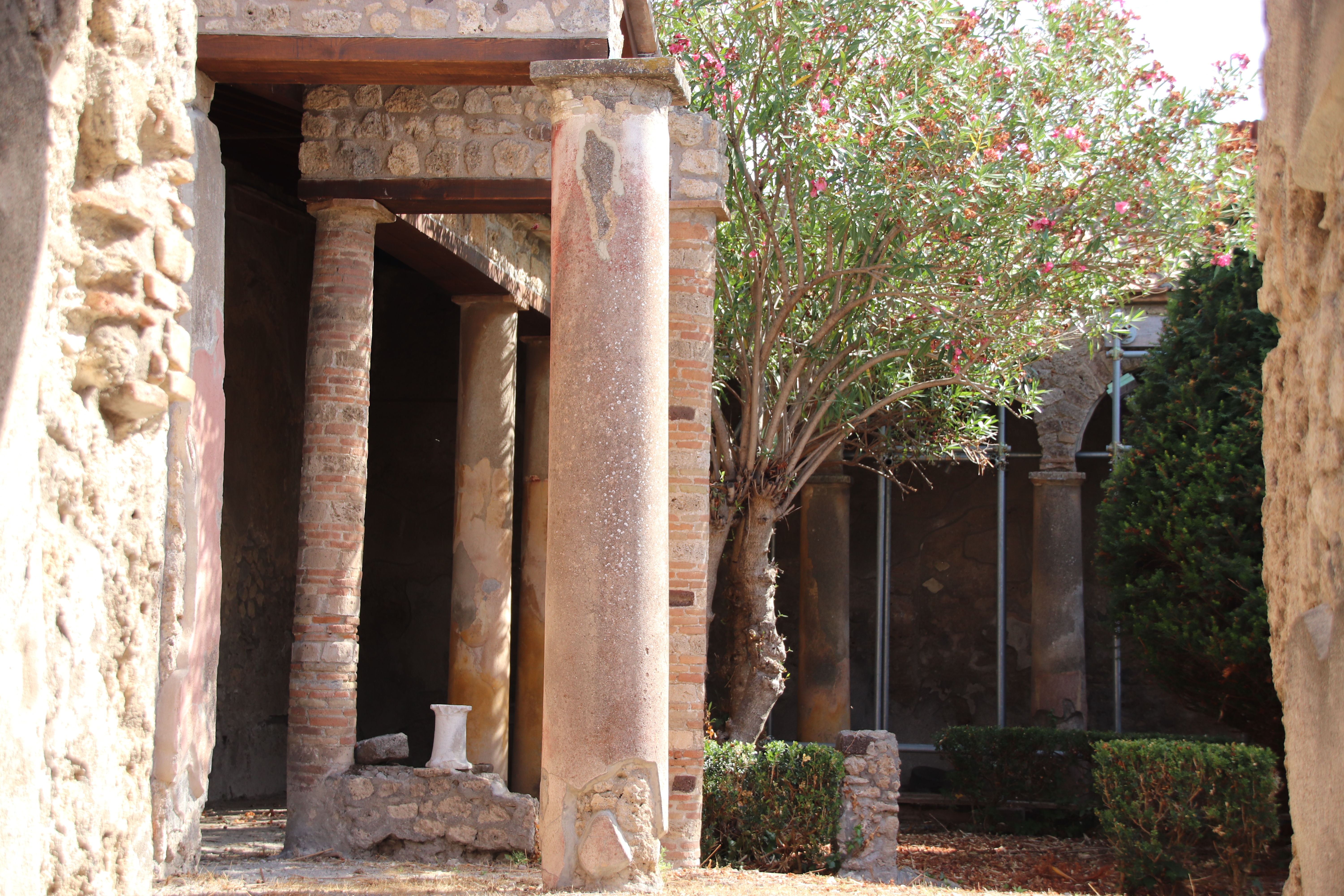
Blick auf das Peristyl

Bei der Casa della Fortuna (Haus der Fortuna), oft jedoch auch als Casa degli Archi (Haus der Bögen) bezeichnet – jedoch nicht zu verwechseln mit der 1954 zum Teil ausgegrabenen Casa degli Archi (I.17.4) –, handelt es sich um ein Wohnhaus in Pompeji (IX.7.20), das 1879 ausgegraben wurde. Der Name des Hauses bezieht sich auf ein Graffito, das den ungenannten Hausbesitzer und seine Gemahlin Fortuna grüßt. Der alternative Name Haus der Bögen stammt von einer Reihe von Bögen im Peristyl. Bögen in der Architektur waren im ersten Jahrhundert n. Chr. noch nicht sehr verbreitet und sollten erst später beliebt werden.

## Beschreibung
Das verhältnismäßig große Haus hatte auf der Fassade eine Darstellung der Laren, die heute vollkommen vergangen ist. Das eigentliche Haus kann über die Fauces betreten werden, von wo aus man in das Atrium und dann in ein mit Säulen geschmücktes Peristyl kommt. Im Atrium steht ein Lararium, in dem sich eine Bronzestatuette der Fortuna und zwei Bronzefiguren von Laren fanden. Im Peristyl steht ein reich mit Mosaiken dekorierter Brunnen. Hier fand sich die Bronzestatuette eines Eroten. Diverse Räume im Haus waren ausgemalt. Nur die Malereien im Triclinium im 4. Stil sind noch heute vergleichsweise gut erhalten. Man sieht hier rote und gelbe Felder mit zentralen Wandgemälden. Die meisten Wandgemälde des Hauses sind heute vergangen. Dazu gehören zwei Darstellungen von Dionysos und Ariadne oder Poseidon mit seiner Geliebten.

## Galerie

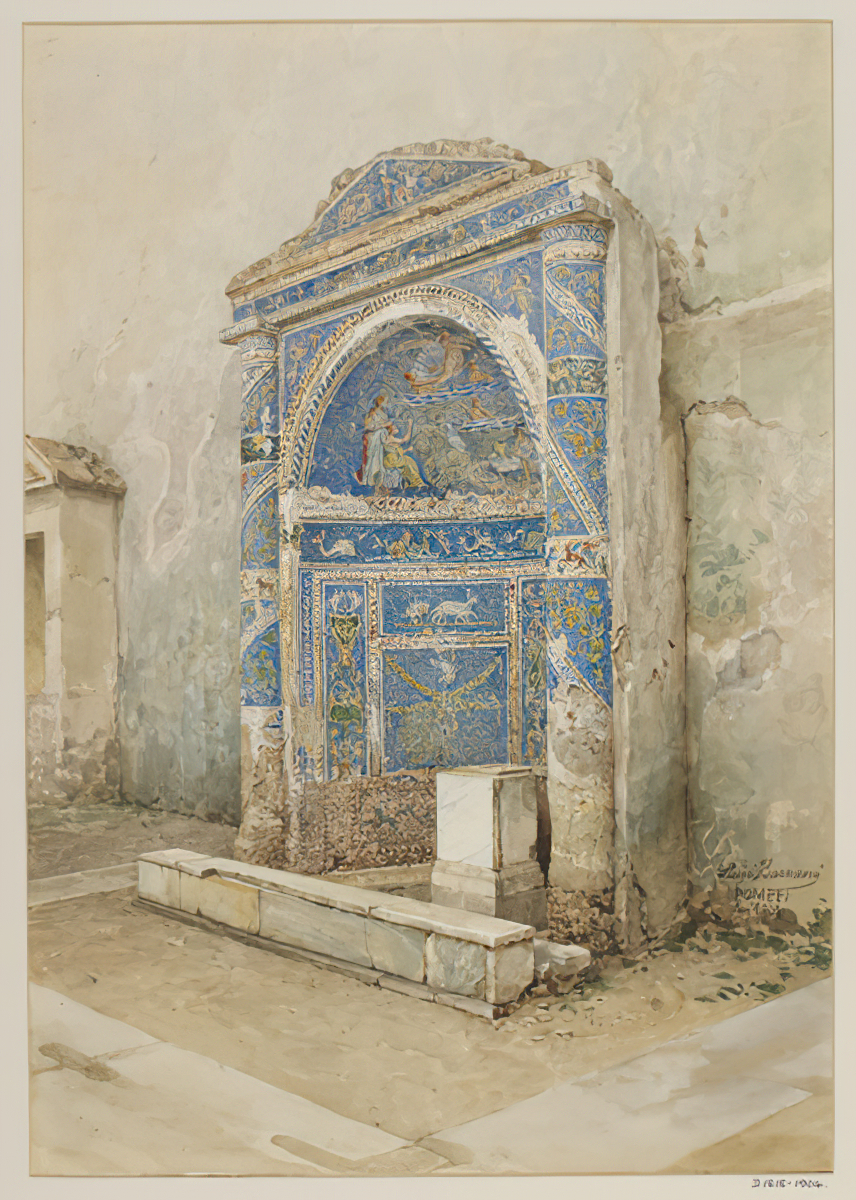
Mosaikbrunnen
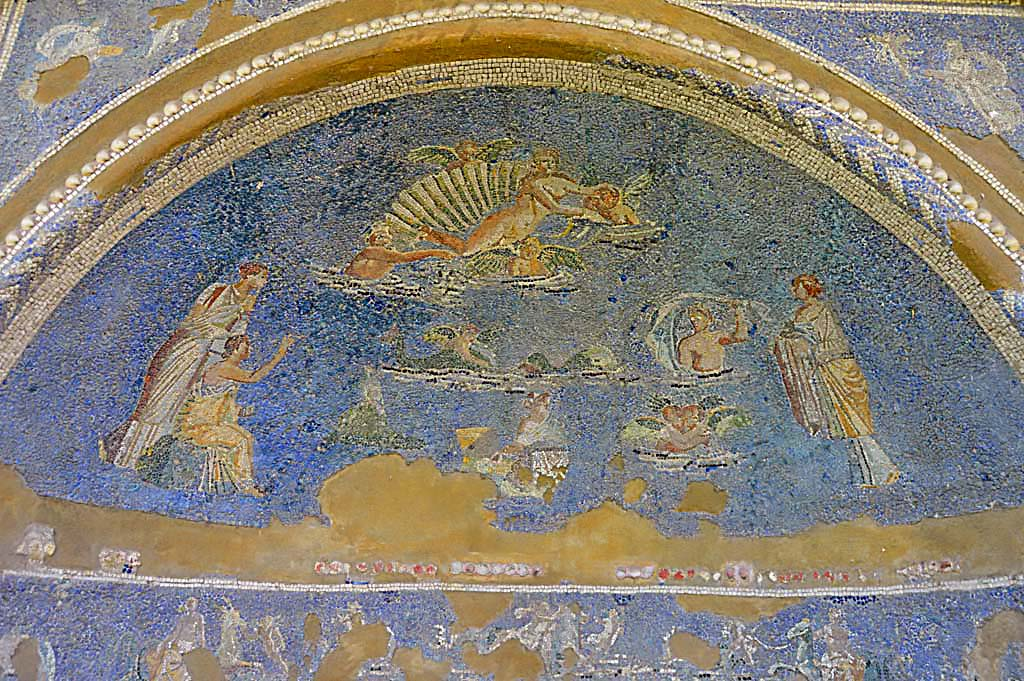
Mosaikbrunnen, Detail
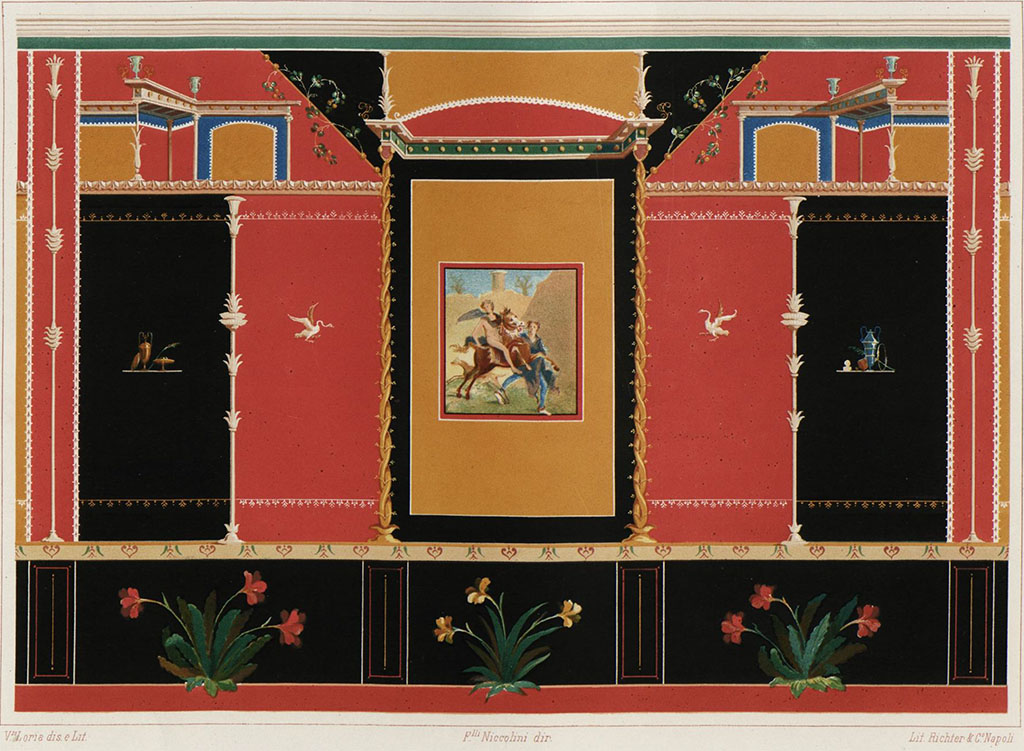
Malereien im Triclinium
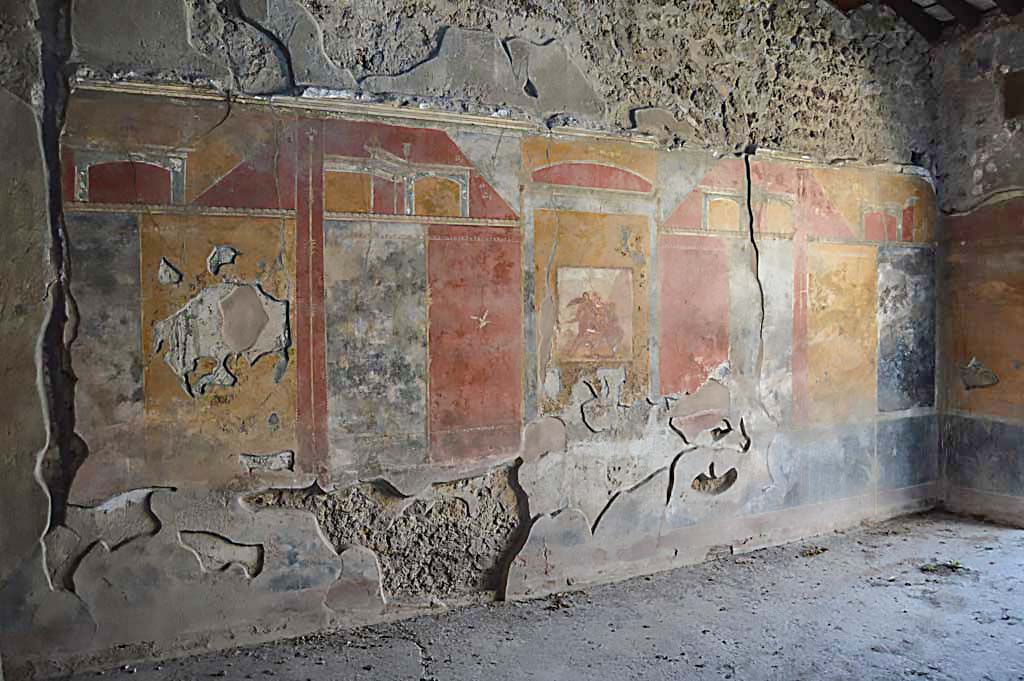
Malereien im Triclinium, heutiger Zustand
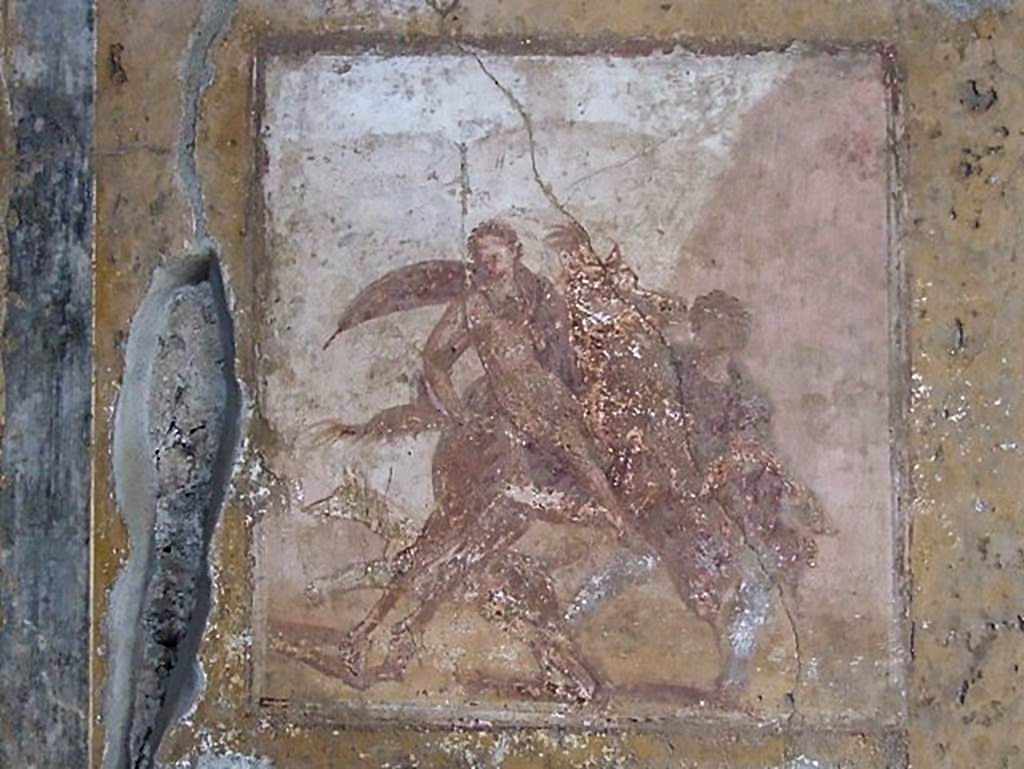
Adonis, Wandgemälde
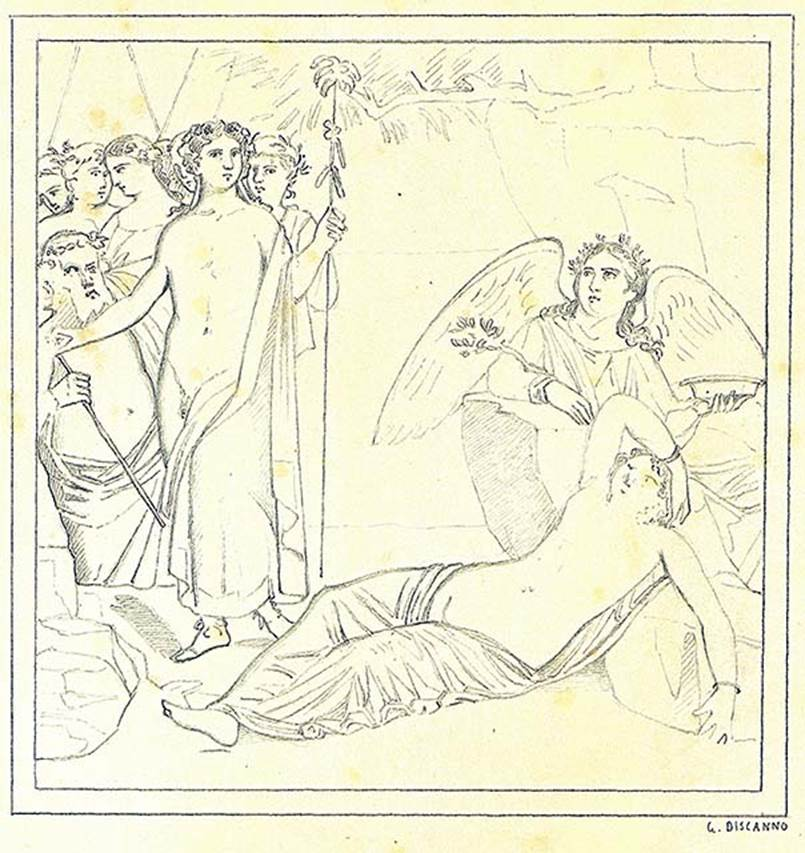
Dionysos und Ariadne